# 波特斯維爾 (紐約州)
波特斯維爾（英語：Pottersville）是位於美國紐約州沃倫縣的普查規定居民點。

## 人口
根據2020年美國人口普查的數據，波特斯維爾的面積為6.02平方千米，皆為陸地。當地共有人口359人，而人口密度為每平方千米59.63人。